# جائزة السويد الكبرى 1977
جائزة السويد الكبرى 1977 هو سباق فورمولا 1 أقيم بتاريخ 19 يونيو 1977 في حلبة أندرستورب. كان الثامن من أصل 17 في بطولة العالم لسباقات الفورمولا واحد موسم 1977. حلّ الفرنسي جاك لافيت أولا.